# Wilhelm Birrenkoven

Willi Birrenkoven

Wilhelm „Willi“ Birrenkoven (* 4. Oktober 1865 in Köln; † 8. März 1955 in Hanstedt) war ein deutscher Tenor und Theaterdirektor.

## Leben
Birrenkoven, dessen Gesangstalent bemerkt wurde, als er 17 Jahre alt war, erhielt von 1884 bis 1888 ein Stipendium am Kölner Konservatorium, wo er von Franz Wüllner unterrichtet wurde.
Nach seiner Ausbildung gehörte er ab 1888 zunächst dem Ensemble des Düsseldorfer Opernhauses an, dann ab 1890 der Opernbühne Köln. 1893 verpflichtete ihn Bernhard Pollini, der Direktor des Hamburgischen Stadttheaters, wo Birrenkoven am 1. September 1893 in der Rolle des Walther von Stolzing in den Meistersingern von Nürnberg erstmals auftrat.
Von 1892 bis zu ihrem Tode am 20. April 1903 war er mit der Sopranistin Anna Slach verheiratet.
Birrenkoven blieb bis 1912 am Hamburgischen Stadttheater, trotz zahlreicher Angebote anderer Bühnen. In dieser Zeit trat er insgesamt 1500-mal auf; in den Jahren 1901 bis 1906 betrug seine Jahresgage den für jene Zeit immensen Betrag von 25.000 Goldmark. Neben den Auftritten in Hamburg unternahm er zahlreiche Tourneen in Europa und Amerika. Zu Beginn des 20. Jahrhunderts galt Willi Birrenkoven als einer der führenden Tenöre; zu seinen Bewunderern zählten unter anderem Gustav Mahler, Eugen d’Albert und Ruggiero Leoncavallo.
Am 30. Mai 1912 gab Birrenkoven seine Abschiedsvorstellung in Hamburg als Tannhäuser. Dann zog er nach Bochum, wo man ihm die Stelle des Direktors des Stadttheaters angeboten hatte.

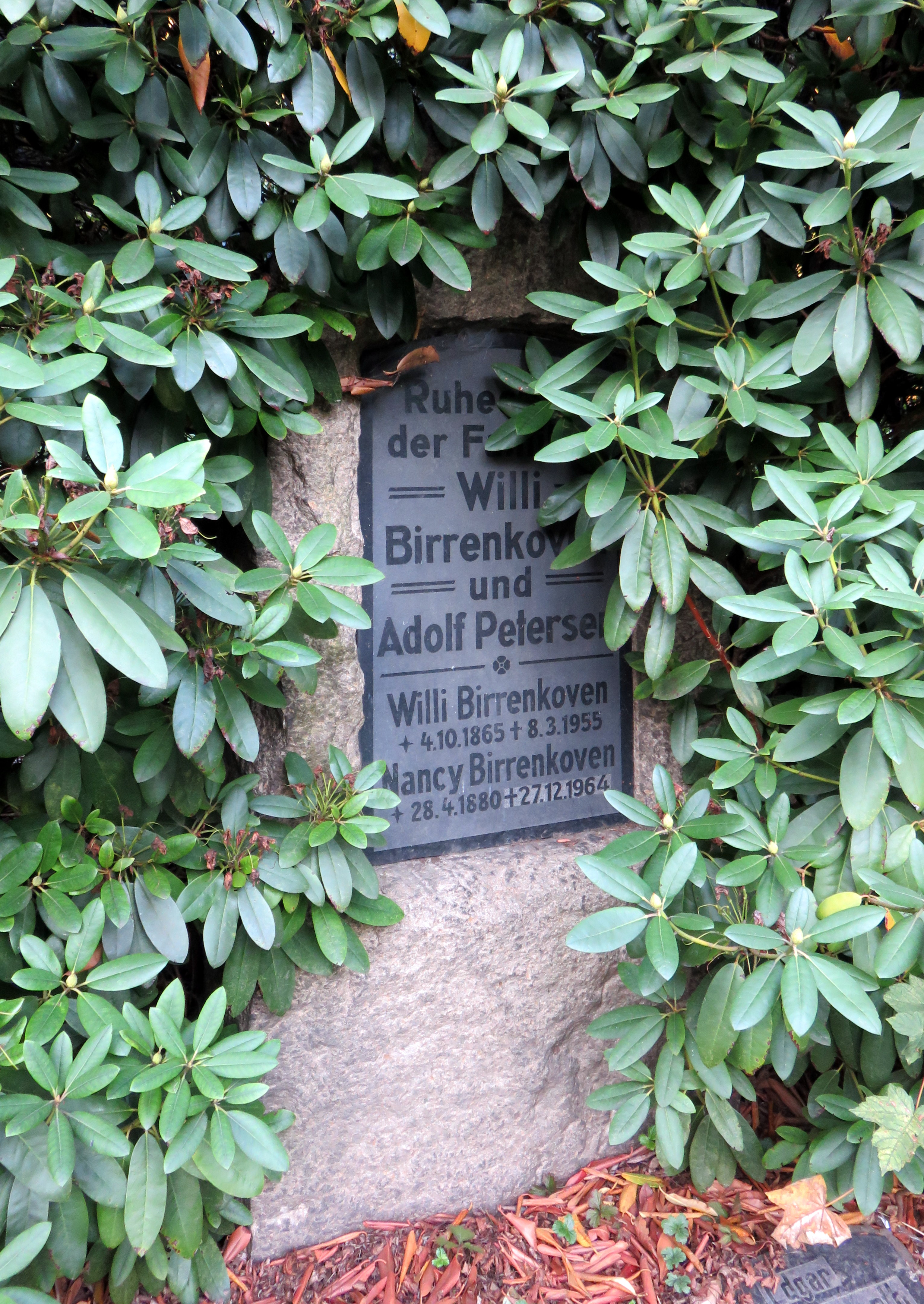
Grab für Willi Birrenkoven auf dem Friedhof Ohlsdorf

Die neue Aufgabe erwies sich als Fiasko für Birrenkoven. Das Theatergebäude war noch nicht fertiggestellt; das für eine große, voll ausgestattete Bühne zusammengestellte Ensemble musste daher in unzureichenden Behelfssälen spielen. Das Provisorium konnte nicht lange gehalten werden. Birrenkoven war gezwungen, die Spielzeit 1912 vorzeitig abzubrechen und das Ensemble aufzulösen. Zu dem beruflichen Misserfolg kam ein schwerwiegender finanzieller Verlust, da Birrenkoven in dieser Zeit 50.000 Goldmark verlor, die er investiert hatte.
Birrenkoven kehrte nach Hamburg zurück und trat gelegentlich am Operettenhaus sowie am Stadttheater auf; daneben war er auf Einnahmen aus seiner Tätigkeit als Gesangslehrer angewiesen. Nach 1923 führte er für einige Jahre das Stadttheater-Restaurant in Altona, ehe er sich in den 1930er Jahren nach Hanstedt zurückzog. Zusätzlich zu seiner geringen Rente erhielt er von der Hamburgischen Staatsoper einen Ehrensold von 100 Reichsmark monatlich. Nach seinem Tode 1955 wurde die Zahlung des Ehrensolds auf seine zweite Ehefrau übertragen.
Willi Birrenkoven wurde auf dem Friedhof Ohlsdorf bei Planquadrat R 3 im Bereich Talstraße hinter den Bushaltestellen beigesetzt, wo sich sein Grab bis heute befindet.
Die Birrenkovenallee im Hamburger Ortsteil Oldenfelde, wo Birrenkoven von 1903 bis 1912 lebte, ist nach ihm benannt.
Seine Brüder Franz Birrenkoven (1873–1961) und Fritz Birrenkoven (1878–1939) waren ebenfalls Opernsänger (Tenor).

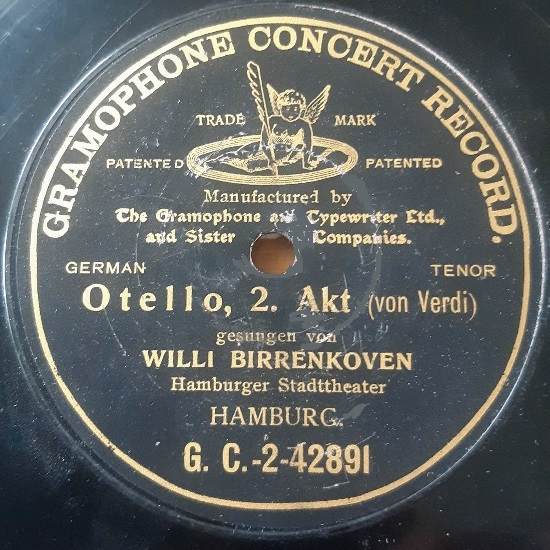
Schallplatte von Wilhelm Birrenkoven (Hamburg 1904)

Wilhelm Birrenkoven hinterließ wenige Schallplatten auf G&T (Hamburg 1904), Gramophone (Hamburg 1908) und Pathé (Berlin 1908).